# Sphaerodactylus pacificus
Il geco minore del Pacifico (Sphaerodactylus pacificus) è una specie di lucertola appartenente alla famiglia degli Sferodattili (Sphaerodactylidae). Si tratta di una specie endemica dell'isola del Cocco, in Costa Rica.